# Лотарингский музей
Лотарингский музей (фр. Le Musée lorrain) — исторический музей, созданный Лотарингским археологическим обществом в 1848 году. С момента своего основания музей располагается во Дворце герцогов Лотарингских в Нанси. В музее показана история Лотарингии с древнейших времён до времени Империи. Вместе с жизнью старинного герцогства и его столицы Нанси музей уделяет внимание также искусству и традиционным ремеслам Лотарингии.

## Коллекция

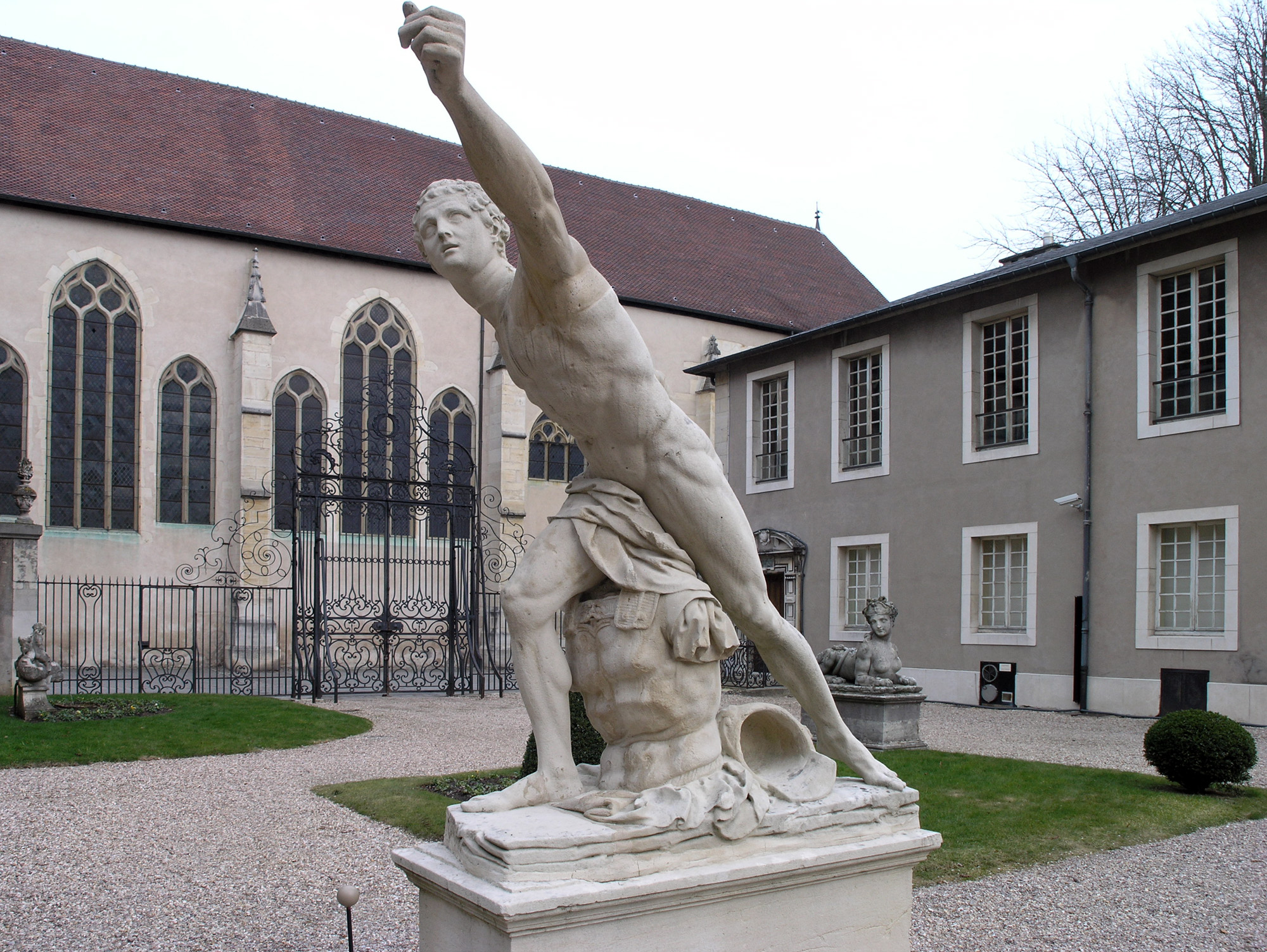
Внутренний двор и парк скульптур музея

В основном здании музея, расположенного во Дворце герцогов Лотарингии, находится исторический музей. В здании старинного конвента Кордельеров расположен Музей искусств и народных промыслов Лотарингии. Наконец, в церкви кордельеров находятся гробницы герцогов Лотарингии. Кроме этого, к музею относится замок Монтегю.
В музее представлены следующие исторические разделы:
- Период древней истории до Меровингов, который включает древнеримский период;
- Средние века в Лотарингии: от возникновения герцогства Лотарингии до битвы при Нанси 1477 года и эпохи Возрождения;
- Классический период: от герцога Лотарингии Карла III до герцога Лотарингии и императора Священной Римской империи Франца I;
- Эпоха Просвещения и правление последнего герцога Лотарингии Станислава Лещинского (до 1766).

Кроме исторических разделов музея отдельные залы посвящены художникам, внёсшим большой вклад в развитие Лотарингии на протяжении веков:
- зал Жака Калло, в котором представлены многочисленные гравюры знаменитого гравёра и рисовальщика;
- зал Жоржа де Латура, где находятся несколько полотен лотарингского художника, изображающих повседневную жизнь региона XVII века;
- скульптурный зал Лижье Ришье, Поля-Луи Сифле, Клодиона и других;
- зал религиозной скульптуры;
- научный кабинет XVIII века;
- зал фаянса Люневиля и Сен-Клемана;
- богатая коллекция, посвящённая иудаизму (собрание переплётчика и коллекционера Рене Вьенера, члена школы Нанси, которое перешло музею в 1939 году).
- «сокровища Пуйи-сюр-Мёз»: 31 предмет XV—XVI веков, найденный в 2006 году в этом городе, включая монеты и кубки. Отнесены к национальным сокровищам Франции.

## Галерея

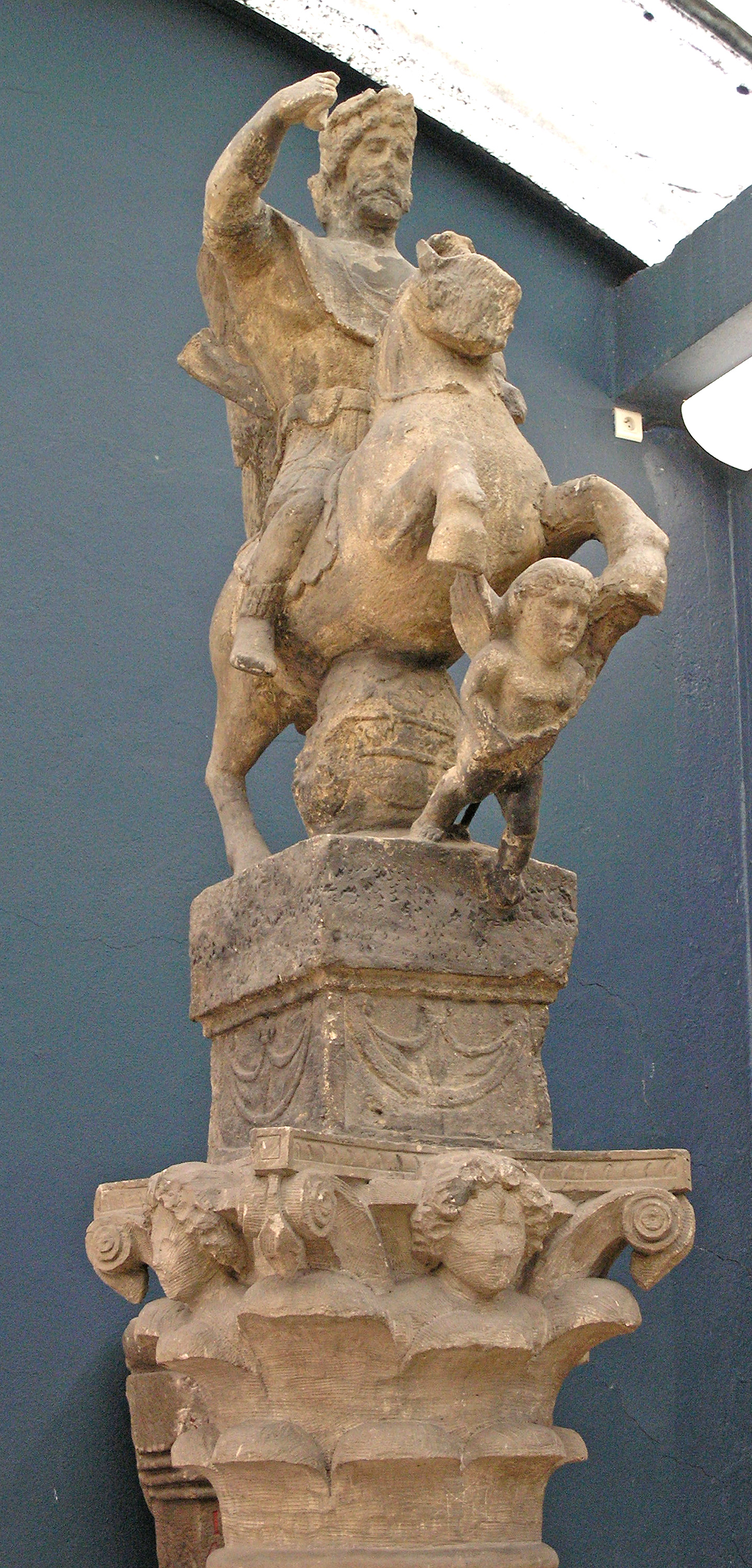
Галло-римский Юпитер, попирающий ангипеда
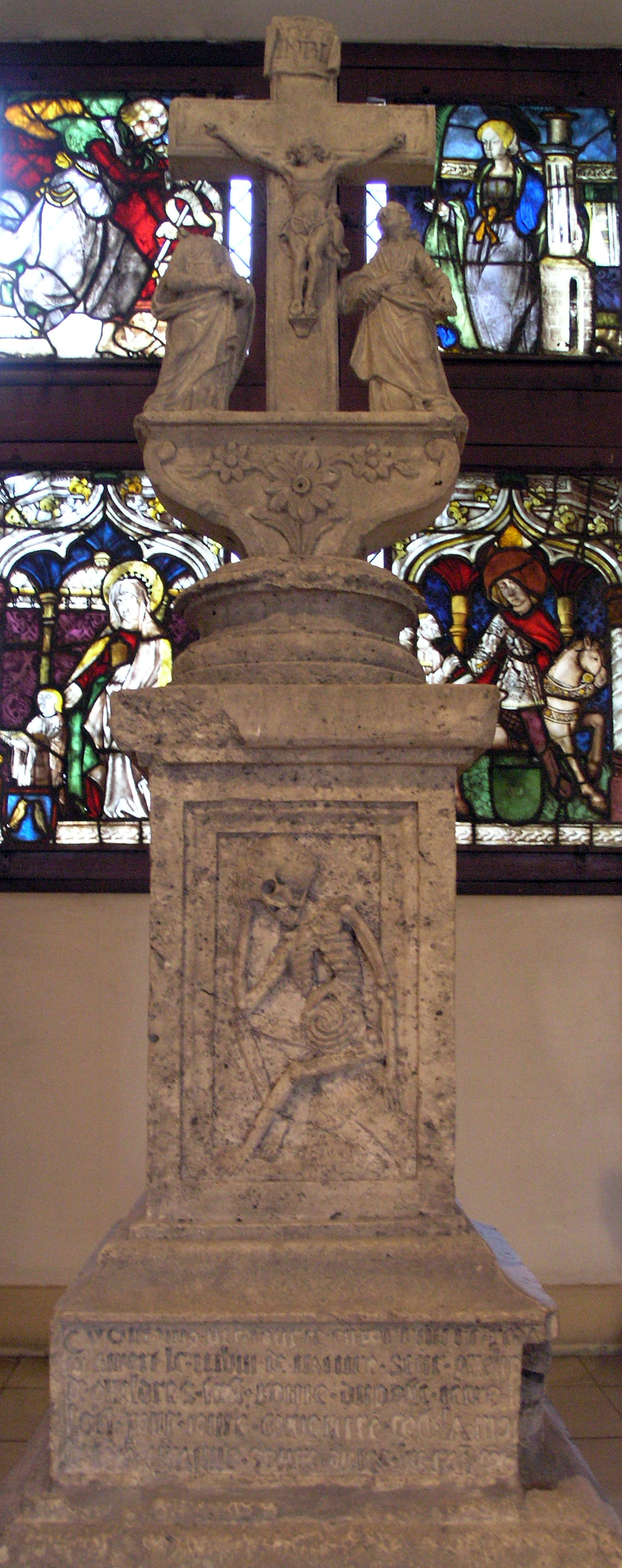
Монумент герцогини Лотарингии Филиппы Гелдернской, (XVI-XVIII века)
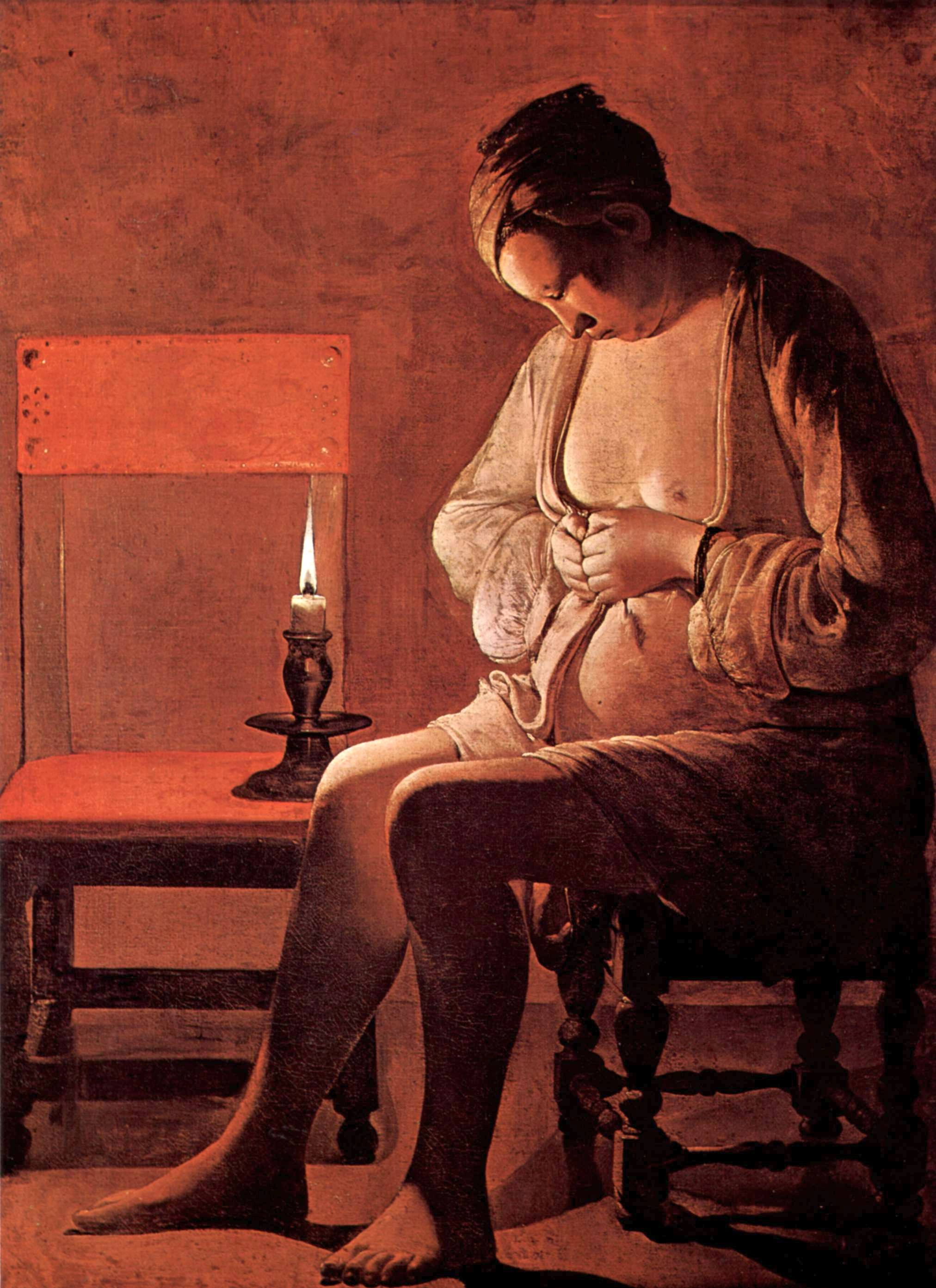
Жорж де Латур, «Женщина с блохой» (1625-1650)
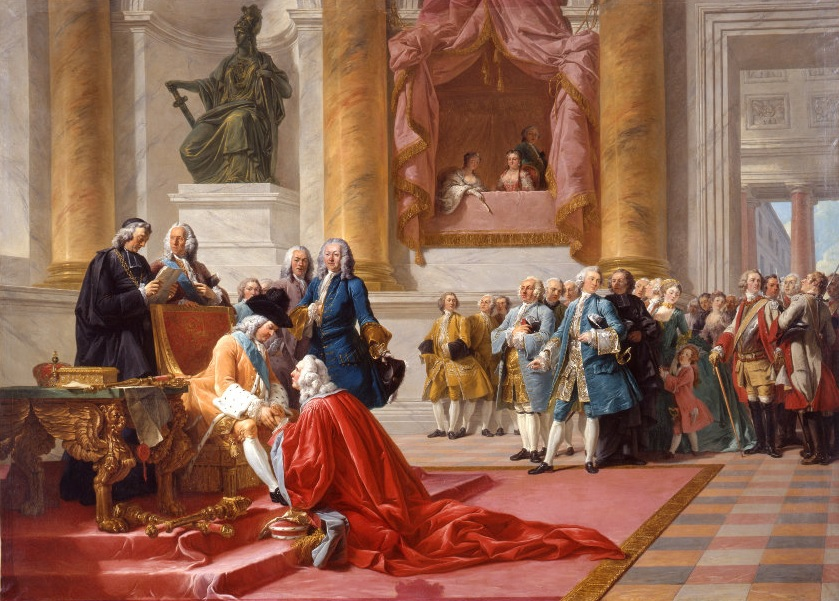
Франсуа-Андре Венсан, «Маркиз ла Галазьер получает титул канцлера Лотарингии в замке Мёдона от Станислава Лещинского 18 января 1737 года» (1778)
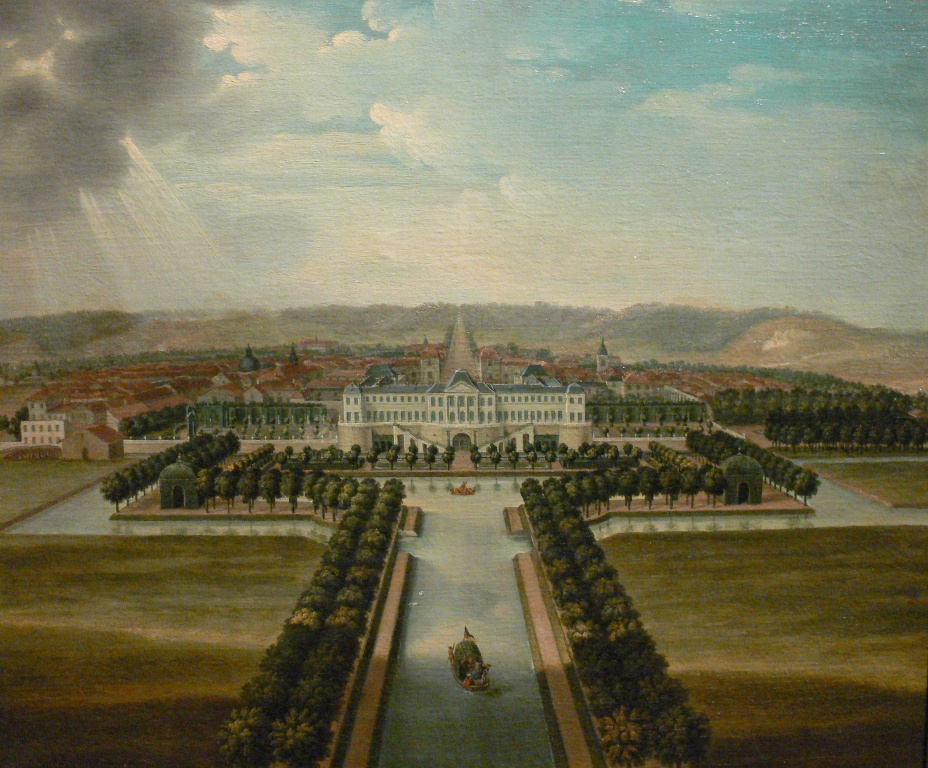
Вид на замок и город Коммерси (XVIII век)